# Xương Ấp, Cát Lâm
Xương Ấp (chữ Hán giản thể: 昌邑区, âm Hán Việt: Xương Ấp khu) là một quận thuộc địa cấp thị Cát Lâm, tỉnh Cát Lâm, Cộng hòa Nhân dân Trung Hoa. Quận Xương Ấp có diện tích 865 km², dân số 590.000 người. Mã số bưu chính của quận Xương Ấp là 132002. Quận Xương Ấp được chia thành 16 nhai đạo, 1 trấn, 1 hương. 
- Nhai đạo biện sự xứ: Cácp Đạt Loan, Hưng Hoa, Diên Giang, Diên An, Dân Chủ, Thông Giang, Văn Miếu, Di Xuân Lý, Duy Xương, Tân Địa Hiệu, Trạm Tiền, Liên Hoa, Tân Kiến, Đông Cục Tử, Song Cát, Cửu Trạm.

Trấn: Cô Điếm Tử, Hoa Bì Xưởng.
- Hương: Cửu Trạm.